# 汪承爵
汪承爵（？—？），字仲修，號九華，山東東昌府臨清衛籍，明朝政治人物。

## 生平
萬歷十三年（1585年）乙酉科山東鄉試第十三名舉人，二十三年（1595年）乙未科三甲第七十六名進士。户部觀政，本年八月授南康縣知县，操守嚴重，葺學舍，闢旭山書院，率諸生課藝其中。二十六年升南昌府同知，本年丁母憂，二十九年考察，以知縣調簡，六月補北直慶雲知縣，三十一年調邯鄲知縣，三十二年擢大理寺左评事，万历三十四年（1606年)往陕西恤刑，升寺副、寺正。三十六年升刑部四川司员外郎，本年升嚴州府知府，三十八年調大同府知府，四十年四月升四川按察司副使。四十一年拾遺，四十四年降两淮運同，四十六年十二月升臨江府知府。天啓二年考察，四年調補南陽府。天啓五年（1625年）九月，升两淮盐运使。六年，太監劉文耀、胡良輔借進銀之際，參其剥削贪婪，被削籍为民。魏忠贤藉口追賍，擅行籍沒，刑及妻拏。

## 家族
曾祖汪時寶。祖汪祥楨。父汪梓。母詹氏。慈侍下。